# Mysterium fidei
Mysterium fidei est une encyclique écrite par le pape Paul VI en 1965 et qui traite de l'Eucharistie en tant que mystère de la foi catholique.

## Contexte de parution de l'encyclique
Paul VI publie ce document sur le culte eucharistique trois mois avant la clôture du Concile œcuménique Vatican II. Il le fait après que ce Concile a cherché à mettre en place une "rénovation" de la liturgie romaine et de la célébration eucharistique, en particulier par le décret Sacrosanctum Concilium. Ce texte conciliaire, le premier publié (en décembre 1963), avait été très peu retouché par les évêques contrairement à tous les autres documents établis par la Commission préparatoire (essentiellement romaine). Le thème de la liturgie était donc perçu comme relativement consensuel au sein de l'Eglise.
Aussi était-il sans doute d'autant plus adapté, du point de vue du Pape, de remettre l'accent sur la liturgie eucharistique, que cela permettait, à l'heure où des divisions se faisaient jour avec les évêques les plus conservateurs (voir par exemple Coetus Internationalis Patrum), de mettre en avant des aspects plus consensuels du Concile. Ainsi que le rappelle le 3e paragraphe, "les Pères du Concile ont confirmé l'enseignement constamment maintenu et dispensé par l'Eglise et solennellement défini au Concile de Trente": ceci peut être perçu comme un gage accordé aux évêques les plus attachés à la Tradition, sans pour autant compromettre l'interprétation du Concile comme un événement rénovateur.

## Contenu de l'encyclique
Elle critique en outre ceux qui, plutôt que de parler de transsubstantiation, voudraient se limiter à une simple trans-signification. 
Paul VI cite les écrits d'Ignace d'Antioche pour faire valoir que l'Eucharistie n'est pas un symbole ou une pratique héritée des Grecs, mais qu'elle est plutôt comme une médecine de l'immortalité. Il défend la doctrine de la présence réelle et la nécessité du culte eucharistique en faisant valoir sa place dans la tradition tout en critiquant la tendance d'alors à vouloir opposer le culte public avec les messes privées.  

### Sources mentionnées dans l'encyclique
Les sources documentaires de l'encyclique sont Sacrosanctum Concilium, la lettre Mirae Caritatis de Jean XXIII, le Contre Julien de Cyrille d'Alexandrie, Lumen Gentium, la 22e session du Concile de Trente, l'Évangile de Jean, les Actes des Apôtres, Mediator Dei, Discours sur les Psaumes, Aegidius Romanus, la Somme théologique de Saint Thomas d'Aquin, Humani generis, Auctorem fidei, Saint Hippolyte et l'épître aux Philippiens.

## Postérité et réception de l'encyclique
Certaines questions évoquées dans Mysterium Fidei ont été de nouveau mentionnées par Jean-Paul II dans l'encyclique Ecclesia de Eucharistia.[réf. souhaitée]